# Anoplodesmus anthracinus
Anoplodesmus anthracinus é uma espécie de milípedes da família Paradoxosomatidae. Pensava-se anteriormente que se limitava a Myanmar, a espécie foi relatada e documentada na Malásia e no Sri Lanka em 2013.
Conta com 33mm de comprimento. A cor do corpo varia do preto brilhante ao marrom escuro com um paraterga geralmente amarelado.